# Óscar Domínguez
Pour les articles homonymes, voir Domínguez.
 (mai 2017).
Si vous disposez d'ouvrages ou d'articles de référence ou si vous connaissez des sites web de qualité traitant du thème abordé ici, merci de compléter l'article en donnant les références utiles à sa vérifiabilité et en les liant à la section « Notes et références ».
Óscar Domínguez est un peintre surréaliste espagnol né le 6 janvier 1905 à Santa Cruz de Tenerife et mort le 31 décembre 1957 à Paris.

## Biographie
Óscar Domínguez naît sur l'île de Tenerife. En 1927, pour surveiller les affaires de son père, riche négociant agricole, il vient pour la première fois à Paris. Il en découvre la vie nocturne, dépensant l'argent familial. En 1928, il rentre à Tenerife pour effectuer son service militaire et commence à exposer. Revenu à Paris dès 1929, il doit à la mort de son père, en 1931, gagner sa vie en réalisant des illustrations pour la publicité.
Ses premières toiles surréalistes datent de 1932. Il est, en 1934, intégré au groupe parisien dans lequel il introduit, selon André Breton, « le sifflement ardent et parfumé des îles Canaries. » L'année suivante, il est à l'origine de l'organisation d'une réunion des surréalistes dans son île, que découvrent à cette occasion Breton et ses amis. Domínguez participe jusqu'en 1940 aux expositions du groupe. Ainsi en 1938, il expose lors de l'Exposition internationale du surréalisme un phonographe représentant des parties d'un corps féminin, acquis ensuite par Pablo Picasso. Il réalise la couverture du tirage de tête de l’Anthologie de l’humour noir d'André Breton.
Sous l'Occupation, il séjourne à Marseille, à la villa Air Bel et travaille la Coopérative du Fruit Mordoré, surnommé Croque fruit. Il rejoint fin 1941 son ami le poète Robert Rius à Paris et participe aux activités du groupe la Main à plume, dont il est l'un des principaux illustrateurs. Pendant cette période, il réalise sa première exposition personnelle à la galerie Louis Carré (1943, préface de Paul Éluard) où il montre une œuvre marquée de plus en plus par l'influence de Picasso. Après la guerre, cette évolution picturale lui vaut d'être écarté par Breton.
Surnommé « le dragonnier des Canaries » par André Breton, « l'ours mal léché à la tête d'hidalgo gigantesque » par le photographe Brassaï, plus simplement « Putchie » par sa maîtresse la vicomtesse de Noailles, Domínguez, personnage extrême, mythique, peut se montrer violent. Racontée par Irène Hamoir, son empoignade avec le peintre Esteban Francés en 1938 est restée célèbre dans l'histoire du surréalisme : retenu par Louis Scutenaire, Domínguez jette une bouteille au visage d'Esteban Francés, ceinturé par Victor Brauner : c'est ce dernier qui est atteint, ce qui lui fait perdre son œil gauche.
« La Nature, enfin morte, n'excite plus l'appétit. Elle s'ouvre grand comme une boîte de sardines de Domínguez, mais les sardines ne referont pas leur lit jusqu'à ce qu'il soit l'heure de dormir », écrit Benjamin Péret dans sa préface pour l'exposition surréaliste de 1937. La présence de la mort s'étend plus tard dans la peinture de Domínguez, notamment sous la forme de revolvers après la disparition de son ami Paul Éluard en 1952.

Provocateur, il avait présenté en décembre 1945, lors de la grande exposition « Surréalisme » de Bruxelles, une inscription murale géante : 

« Je souhaite la mort de trente mille curés toutes les trois minutes. »

Óscar Domínguez se donne la mort en s'ouvrant les veines le 31 décembre 1957 dans son atelier de la rue Campagne-Première à Montparnasse. Ainsi disparaît le dernier « peintre maudit » de Montparnasse.